# 高貴蛙螺
高貴蛙螺（学名：Bufonaria nobilis）为蛙螺科赤蛙螺屬下的一个种。